# 차원 조절
양자장론에서 차원 조절(次元調節, dimensional regularization)이란 발산하는 적분을 임의의 복소 차원으로 해석적 연속하는, 조절의 한 방법이다. 게이지 대칭을 보존하므로, 게이지 이론에서 유용하다. 독특하게도, 로그적 발산보다 더 큰 발산을 숨긴다. 해석적으로 연속할 수 없는, 레비치비타 기호를 포함한 항(강력의 CP 위반 항 등)에는 적용할 수 없다.

## 정의
대부분의 상대론적 라그랑지언은 임의의 양의 정수 차원에서 쓸 수 있다. (단, 레비치비타 기호 기호 따위는 특정한 차원에서만 쓸 수 있기 때문에 예외다.) 따라서 파인먼 도표를 차원에 대한 함수로 계산할 수 있다. 이렇게 얻어진 함수는 정칙함수이다. 따라서, 임의의 복소 차원 {\displaystyle d}로 해석적 연속할 수 있다. 따라서, 파인먼 도표를 {\displaystyle d=4} 근처에서 테일러 급수로 쓸 수 있다. 이렇게 하면 {\displaystyle 1/\epsilon =1/(4-d)}의 급수로 도표가 발산하는 정도를 나타낼 수 있다. 이를 차원 조절이라고 부른다.
차원 조절로 얻는 식은 모두 로그로 발산한다 (즉, 재규격화 에너지 {\displaystyle \Lambda }를 포함하여 쓰면, {\displaystyle 1/\epsilon }으로 나타내어지는 발산은 재규격화 에너지의 로그에 비례한다). 이는 차원 조절이 선형, 이차, 삼차 등의 발산을 숨기기 때문이다. 차원 조절 뒤엔 일반적으로 최소뺄셈방식 또는 수정 최소뺄셈방식으로 재규격화한다.

## 예제
예를 들어, 다음과 같이 4차원에서 로그적으로 발산하는 고리 적분을 생각해 보자.
{\displaystyle \int {\frac {d^{d}p}{(2\pi )^{d}}}{\frac {1}{\left(p^{2}+m^{2}\right)^{2}}}}
일단, 차원을 4-ε으로 적고, ε을 0으로 보내자. 이렇게 하면 다음을 얻는다.
{\displaystyle \lim _{\varepsilon \rightarrow 0^{+}}\int {\frac {dp}{(2\pi )^{4-\varepsilon }}}{\frac {2\pi ^{(4-\varepsilon )/2}}{\Gamma \left({\frac {4-\varepsilon }{2}}\right)}}{\frac {p^{3-\varepsilon }}{\left(p^{2}+m^{2}\right)^{2}}}.}
이렇게 하면 적분이 수렴하고, 모든 값이 유한하다.

## 역사
1972년 헤라르뒤스 엇호프트와 마르티뉘스 펠트만과 카를로스 볼리니(Carlos Bollini), 후안 호세 잠비아기(Juan Jose Giambiagi), 애시모어(J. F. Ashmore) 가 도입하였다. 가 도입하였다. 엇호프트와 펠트만은 양-밀스 이론을 재규격화하기 위해 차원 조절을 도입하였다.

## 같이 보기
규칙화에는 여러 방법이 있는데, 차원 조절은 그 중 가장 많이 쓰이는 방법 중 하나이다. 다른 방법으로는 파울리-비야르 조절이나 격자조절 따위가 있다.